# Taleggio
Taleggio  er en halvblød skorpet rødkitost, der er opkaldt efter Val Taleggio. Osten har en tynd skorpe og en stærk aroma, men dens smag er forholdsvis mild med en usædvanlig frugtagtig lugt.

## Historie
Taleggio og lignende oste har været kendt siden romertiden, hvor Cicero, Cato den Ældre og Plinius den Ældre alle nævne den i deres skrifter. Osten blev udelukkende produceret i Val Taleggio indtil slutningen af 1800'erne, hvor en del af produktionen flyttedes mere mod syd i Lombardiet. Nu produceres taeggio i de lombardiske provinser Bergamo, Brescia, Como, Cremona, Lecco, Lodi, Milano og Pavia. Den produceres desuden i naboregionerne Piemonte og Veneto, men i så fald må de ikke sælges med den beskyttede betegnelse DOP, der kun må bruges om de taleggioer, der fremstilles i Lombardiet.

## Produktion
Produktionen finder sted hvert efterår og vinteren, når køerne er trætte (Italiensk:  stracche — osten blev oprindeligt kaldt 'stracchino'). Først bliver syrnet mælk fra mælkekalve bragt til fabrikken. Osten bliver anbragt på træhylder i kamre, undertiden i grotter på traditionel vis, og vil modne inden for seks til ti uger. Den vaskes en gang om ugen med en saltvandsvamp for at forhindre mugvækst og osten i at danne en orange eller rosa skorpe.
I dag bliver osten fremstillet af både pasteuriseret mælk og råmælk i fabrikker. De fabriksfremstillede oste er lysere og mildere i smagen. Krydderier, rosiner, nødder og nogle citroner tilføjes også.

## Brug
Osten kan spises revet i salater af radicchio eller rucola (rocket, arugula) og med krydderier og tomater på bruschetta.  Den smelter nemt og kan bruges i risotto eller på polenta.

## Ernæringsinformation
| Taleggio                    |                                                                     |
| Fedtindhold                 | 48 %                                                                |
| Ernæringsværdi (per 100 g): | Kalorier: 312 kcal, 1.292 kJ, protein: 19 g, fedt: 26 g, salt:2,1 g |